# Sulín
Sulín je obec na Slovensku v okrese Stará Ľubovňa v Prešovském kraji na úpatí Ľubovnianské vrchoviny. Severní hranici katastru tvoří řeka Poprad, která je zároveň státní hranicí s Polskem. Žije zde 292 obyvatel.
V obci je neoklasicistní chrám svatého Michaela archanděla z roku 1879.